# Jacques-Alexis de Verteuil
Jacques-Alexis de Verteuil, né le 26 mars 1726 à Beaurepaire et mort le 23 décembre 1793 à Savenay, est un militaire français et un officier royaliste de la guerre de Vendée.

## Biographie

### Famille
Jacques-Alexis de Verteuil naît le 26 mars 1726 à Beaurepaire. 
En 1754, il se marie à Louisbourg, au Canada, avec Mademoiselle Dupont de Gourville. Le couple a dix enfants, dont cinq filles et cinq garçons. Leurs cinq fils font tous une carrière militaire : Joseph-Alexis et Henri-Joseph rejoignent l'Armée des émigrés au début de la Révolution, Jacques-François sert dans l'armée impériale sous le Premier Empire, Mathieu prend part à l'insurrection vendéenne aux côtés de son père et Michel-Julien participe en 1795 à l'expédition de l'île d'Yeu, avant de rejoindre les chouans de Cadoudal en 1796.

### Carrière sous l'Ancien régime
Entré au service comme cadet gentilhomme, Jacques-Alexis de Verteuil participe à la bataille de Fontenoy en 1745.
En 1757, il est nommé capitaine aux grenadiers royaux. Il participe alors à la guerre de Sept Ans au Canada. En garnison sur la vaisseau Le Marigny, il est fait prisonnier en 1758, lors du siège de Louisbourg.
Le 21 avril 1768, il est nommé gouverneur de L'Île-d'Yeu.
Fait chevalier de l'Ordre royal et militaire de Saint-Louis, il est mis en retraite en 1785. 

### Guerre de Vendée
En 1790, Verteuil entre en conflit avec la municipalité de L'Île-d'Yeu. En 1791 il est expulsé de l'île avec ses fils, mais il y retourne en 1792 et y demeure jusqu'en 1793.
Au début de la guerre de Vendée, il devient officier dans l'Armée du Centre, dont il devient le major général. 
Le 19 mars 1793, il participe à la bataille de Pont-Charrault.
Le 23 décembre 1793, il fait prisonnier à la bataille de Savenay. Il est fusillé le jour même après un court jugement.